# منطقه خودمختار بوگن‌ویل
منطقه خودمختار بوگن‌ویل، یکی از قلمروهای کشور پاپوآ گینه نو و تنها استان خودمختار این کشور است.
بزرگ‌ترین جزیره این استان جزیره بوگن‌ویل است که در ضمن بزرگ‌ترین جزیره مجمع الجزایر سلیمان نیز می‌باشد.
این استان شامل جزایر دیگری چون بوکا و جزایر دورافتاده ای چون کارترتز نیز می‌باشد.

در سال ۲۰۱۹ با رائ های بیشتر این منطقه قرار شد در سال ۲۰۲۷ به یک کشور تبدیل شود.

## تقسیمات

شهرستان‌ها

این استان از ۳ شهرستان تشکیل شده‌است و این شهرستان‌ها در مجموع دارای ۱۳ فرمانداری محلی هستند. هر فرمانداری محلی، در زمان آمارگیری به چند بخش تقسیم می‌شود.
| شهرستان                            | مرکزشهرستان | نام فرمانداری محلی                    |
| ---------------------------------- | ----------- | ------------------------------------- |
| شهرستان بوگن‌ویل مرکزی              | آراوا-کئیتا | فرمانداری محلی روستایی آراوا          |
| فرمانداری محلی روستایی واکونائی    |             |                                       |
| شهرستان بوگن‌ویل شمالی              | بوکا        | فرمانداری محلی روستایی آب‌سنگ‌های حلقوی |
| فرمانداری محلی روستایی بوکا        |             |                                       |
| فرمانداری محلی روستایی کونوآ       |             |                                       |
| فرمانداری محلی روستایی نیسان       |             |                                       |
| فرمانداری محلی روستایی سلائو سوئیر |             |                                       |
| فرمانداری محلی روستایی تینپوتز     |             |                                       |
| شهرستان بوگن‌ویل جنوبی              | بوئین       | فرمانداری محلی روستایی بانا           |
| فرمانداری محلی روستایی بوئین       |             |                                       |
| فرمانداری محلی روستایی سیوال       |             |                                       |
| فرمانداری محلی روستایی توروکینا    |             |                                       |